# ルーラン夫人ゆりかごを揺らす女

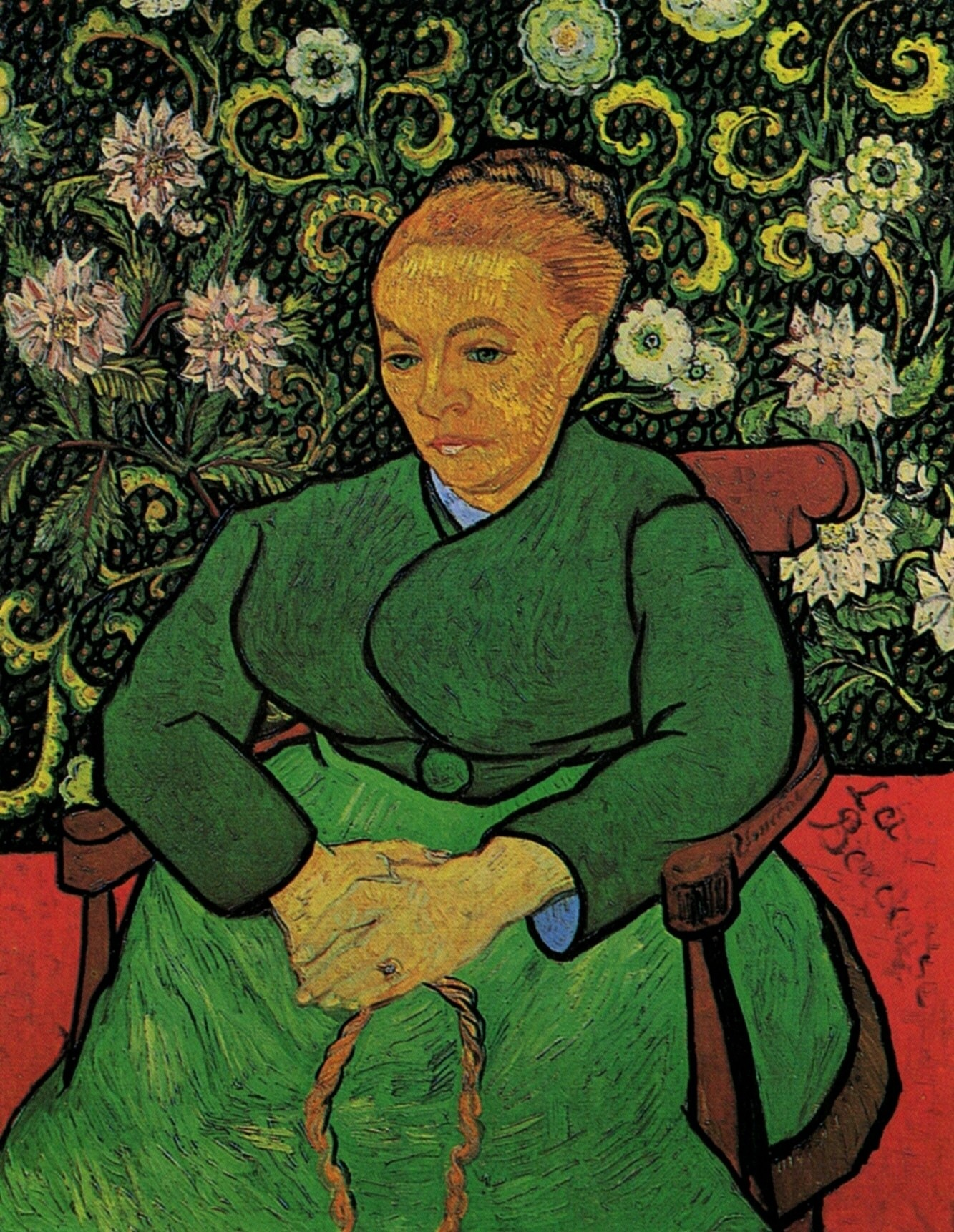
クレラー・ミュラー美術館蔵版

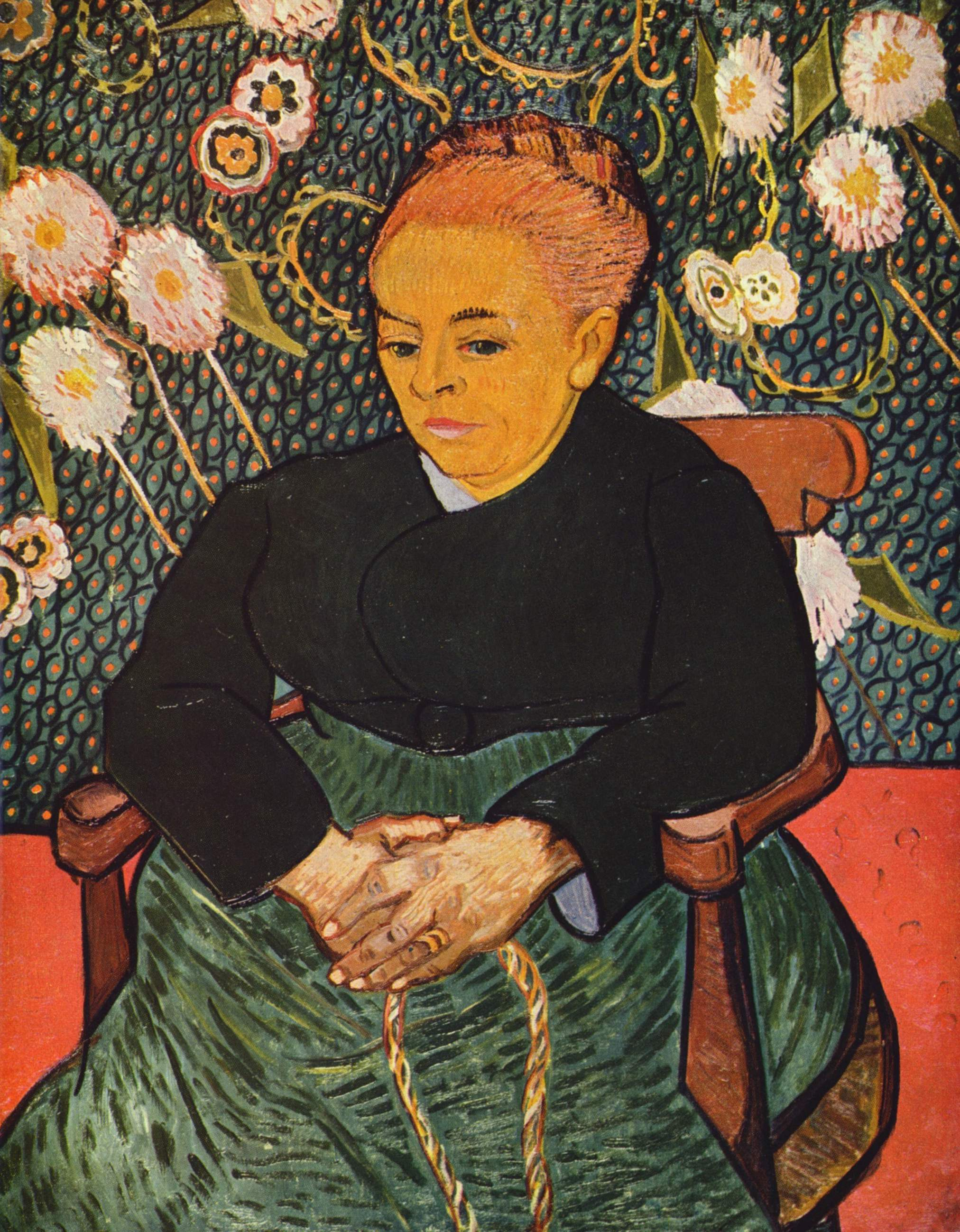
ボストン美術館蔵版

『ルーラン夫人ゆりかごを揺らす女』（ルーランふじんゆりかごをゆらすおんな）とは、1889年にフィンセント・ファン・ゴッホによって描かれた一連の絵画。油彩。同名の作品が5点あることが認められている。

## 概要
ゴッホ自身が書簡で「'La Berceuse'」と書いているため、『子守歌』という副題が付けられることがある。『ルーラン夫人の肖像』『子守するルーラン夫人』と表記されることがある。
フランス・アルルで近所に暮らしていたルーラン一家の夫人であったAugustine-Alex Pellicot(1851年10月9日-1930年4月5日)をモデルにして描かれたものである。
花が描かれた壁紙を背に椅子に座る女性が手に揺りかごを揺らす紐を持っている。ゴッホにとっては母性のシンボルであると言われる。
同様の構図の作品は5点あり、耳切り事件の前に着手した最初バージョンを複製したもの4点と言われる。しかし、どの作品が最初のものかは各説があり確定していない。
現在5点は、メトロポリタン美術館、クレラー・ミュラー美術館、ボストン美術館、ゴッホ美術館、シカゴ美術館にそれぞれ収蔵されている。

## 『ひまわり』との三幅対
ゴッホはこの作品を中央におき、両脇に『ひまわり』を配置する展示方法を構想していた。しかし、本作、ひまわり共に複数の作品があり、どの作品を意図していたのかは明確ではない。
2003年に損保ジャパン東郷青児美術館（現在のSOMPO美術館）で、シカゴ美術館が所蔵する『ルーラン夫人』と、ゴッホ美術館が所蔵する『ひまわり』と、損保ジャパン東郷青児美術館が所蔵する「ひまわり」を組み合わせての展示が行われた。